# Shivaay
Pour plus de détails, voir Fiche technique et Distribution.
Shivaay est un film indien réalisé par Ajay Devgan, sorti en 2016.

## Synopsis
Shivaay est alpiniste et travaille en tant que guide pour des touristes qui souhaitent faire des ascensions dans l'Himalaya. Lors d'une d'entre-elles, il rencontre une étudiante bulgare du nom d'Olga. Ils tombent amoureux. Lorsqu'Olga tombe enceinte, elle ne souhaite pas garder l'enfant à l'inverse de Shivaay. À la naissance, elle lui laisse l'enfant et retourne en Bulgarie.
Après huit années heureuses dans l'Himalaya, Gaura découvre des lettres de sa mère qu'elle croyait morte. Elle demande à son père de retrouver celle-ci. Ils partent alors pour la Bulgarie. Ils vont alors être confronté à une mafia qui fait du trafic d'enfant.

## Fiche technique
- Titre français : Shivaay
- Réalisation : Ajay Devgan
- Scénario : Sandeep Shrivastava
- Musique : Mithoon
- Pays d'origine : Inde
- Format : Couleurs - 35 mm - 2,35:1
- Genre : action, aventure, drame
- Durée : 169 minutes
- Langue : hindi
- Date de sortie :
  - 28 octobre 2016 :  France

## Distribution
- Ajay Devgan : Shivaay
- Erika Kaar : Olga
- Abigail Eames : Gaura, la fille de Shivaay et Olga
- Vir Das (en) : Wahab, le hacker
- Sayyeshaa Saigal : Anushka
- Markus Ertelt : le sergent Nikolai
- Robert Maaser : truand
- Amit Behl : le colonel
- Maciej Bielski : Andre
- Pratik Khattar : le capitaine
- Swen Raschka : Ivanovich
- Girish Karnad : le père d'Anushka
- Saurabh Shukla: l'ambassadeur indien en Bulgarie
- Aakash Dabhade : le randonneur indien

## Bande originale
| 1.    | Bolo Har Har Har  | Mithoon, Mohit Chauhan, Sukhwinder Singh, Badshah, Megha Sriram Dalton, Anugrah , The Vamps | 4:56 |
| 2.    | Darkhaast         | Arijit Singh, Sunidhi Chauhan                                                               | 6:14 |
| 3.    | Raatein           | Jasleen Royal                                                                               | 3:46 |
| 4.    | Tere Naal Ishqa   | Kailash Kher                                                                                | 5:53 |
| 5.    | Raatein (Reprise) | Jasleen Royal                                                                               | 3:43 |
| 25:50 |                   |                                                                                             |      |